# Pierre-Barthélemy Gheusi
Pierre-Barthélemy Gheusi, pseudònim Norbert Lorédan (Tolosa, 21 de novembre de 1865 - París, 30 de gener de 1943) fou un director de teatre, llibretista, periodista i escriptor francès.
Estudià Dret i més tard ingressà en el Cos d'Arxivers, però havent aconseguit ser empleat en la prefectura de París, continuà en la carrera administrativa i arribà ser secretari general del ministeri de les Colònies. També fou co-director de l'Òpera el 1907, director de l'Òpera còmica (1914-18), director del Teatre Líric (1919-20) i director de Le Figaro. Prengué part en la primera guerra mundial (1914-1918) com a oficial d'ordres del mariscal Gallieni.
Va donar al teatre molts llibrets d'òpera:
- Guernica, de Paul Vidal (1895);
- Kermaria, d'Erlanger (1897);
- La cloche du Rhin, de Rousseau (1898);
- Le juif polonais d'Erlanger (1900);
- Les barbares, amb Victorien Sardou, música de Camille Saint-Saëns (1901);
- Orsola de Hillemacher (1902).

Les comèdies; Trilby, Chacun sa vie, Le miracle, Faublas, Menteuse i d'altres.
A més, se li deuen; 
- Le blason héraldique;
- Gaucher Myrian;
- L'âme de Jeanne d'Arc;
- Montsalvat;
- Midi;
- Gambetta par Gambetta;
- Les chefs;
- Gallieni.

També va publicar les novel·les;
- Le serpent de mer;
- Les Atlantes;
- La mamelouk;
- Biarritz des Goélands;
- Le puits des âmes;
- L'opéra romanesque;
- Les pirates de l'Opéra.